# Weekend-tv
 Der er for få eller ingen kildehenvisninger i denne artikel, hvilket er et problem. Du kan hjælpe ved at angive troværdige kilder til de påstande, som fremføres i artiklen.

Weekend-tv var Danmarks første private lokal-tv-station placeret i København – sammen med Kanal 2 stod kanalen for det første rigtige brud på DR's monopol.
Weekend-TV startede med at sende i 1984 under ledelse af direktør Hans Morten Rubin, og var ejet af Nordisk Film, Gutenberghus (senere kaldet Egmont), Aller, Politiken, Børsen og Berlingske Tidende. Fra Nordisk Films tv-studie nummer 3 i Valby ved København sendte Weekend-TV sport, underholdning og børneprogrammer.
Weekend-tv og Kanal 2 delte samme frekvens hvor Kanal 2 sendte mandag-torsdag, og Weekend-tv sendte fredag-søndag. I modsætning til Kanal 2 der krævede dekoder, så var alle programmer på Weekend-tv gratis. Målet var dog at få lov til at sende reklamer, og dermed finansiere programmerne.
Weekend-tv's største succes blev i 1985 deres store fredagsunderholdningsprogram Så ’ der fredag!, der blandede underholdning og journalistik som man tidligere havde set det på bl.a. DR's Lørdagskanalen. Programmet, der blev sendt direkte om fredagen, blev ligeledes sendt på en række andre lokal-tv-stationer rundt om i landet, dog nogle dage forskudt. Konceptet blev sidenhen videreført på TV 2 i programmet Eleva2ren – med mange af de samme medarbejdere både foran og bagved kammeraet (det var Nordisk Film der producerede Eleva2ren for TV2, og det var også Nordisk Film der var med til at producere Weekend-tv).
Weekend-tv lukkede 29. marts 1986, da investorernes pengekasse var tom. Det var ikke lykkedes, som man havde håbet, at presse politikerne til at tillade at sende reklamer i lokal-tv, så man valgte i stedet med stor dramatik at lukke stationen ved et direkte pressemøde. Kanal 2 fik herefter tildelt Weekend-tv's sendetid, så de fik mulighed for at sende alle ugens syv dage.

## Tidligere medarbejdere på Weekend-tv
- Mette Fugl
- Torben Thune
- Michael Obel
- Helle Bygum
- John Berger
- Ole Stephensen
- Karsten Kjær
- Orson Nielsen
- Klaus Kjellerup
- Heinrich Charles Lund
- Karen Thisted
- Peter Herforth
- Kim O'Stritt